# 桜井ひとみ
桜井 ひとみ（さくらい ひとみ、1969年1月26日 - ）は、日本の女性声優・女優。鹿児島県出身。ネクシード（かつては声のみ預かり）、宝井プロジェクト所属。

## 出演

### テレビアニメ
- はたらく細胞BLACK（2021年、一般細胞）

### Webアニメ
- テルマエ・ロマエ ノヴァエ（2022年、おばちゃん）

### 吹き替え

#### 映画（吹き替え）
- アイ・ケイム・バイ
- アドレナリン・ブレイク
- アメイジング・ワールド 前編（マーチェイサ）
- アメイジング・ワールド/勇士の帰還（族長祖母）
- アルマゲドン2009（シンシア）
- アルマゲドン2010
- アルマゲドン2011（ローラ）
- 1911
- エンド・オブ・トゥモローEp1地球は警告する/Ep2すべてが終わる日（ミリアム）
- ディープ・コア 2010（ジョアンヌ）
- ナイル殺人事件（サロメ〈ソフィー・オコネドー〉[2]）
- 2012 ソーラーストライク（飛行士女A）
- ニュースメーカーズ（ヴァディック）
- ハングオーバー!! 史上最悪の二日酔い、国境を越える（キミー）
- フライト・リスク（ヴァン・サント[3]）
- フライペーパー! 史上最低の銀行強盗（マッジ・ウィギンス）
- マー -サイコパスの狂気の地下室-（スー・アン〈オクタヴィア・スペンサー〉）
- ミレニアム2 火と戯れる女
- ミレニアム3 眠れる女と狂卓の騎士
- メガ・シャークVSクロコザウルス
- メガ・シャークVSグレート・タイタン（アリソン・グレイ博士〈イリアナ・ダグラス〉）
- メガ・パイソンVSギガント・ゲイター
- 滅亡の黙示録（デビー・ブライアー）
- リターン・トゥ・アース 宇宙に囚われた1027日（アンドレア〈ジュリー・ペロー〉）

#### ドラマ
- ER緊急救命室 シーズン15（マリソル〈モニカ・ガスマン〉）
- WITHOUT A TRACE/FBI 失踪者を追え!シーズン5 #10（ミリアム）
- エレメンタリー ホームズ&ワトソン in NY
- グッド・ワイフ
- コバート・アフェア シーズン2（エルサ）
- ハリーズ・ロー 裏通り法律事務所
- ボードウォーク・エンパイア 欲望の街
- ボーンキッカーズ 考古学調査班 #2,#4,#5,#6（メアリー）

### テレビドラマ
- 秋田新幹線こまち殺人事件（主婦）
- Around 40（天海さん同窓生）
- 快感職人（教師）
- 嫌われ松子の一生（婦人警官）
- 警察24時
- 孤独の賭け（主婦）
- CAとお呼びっ!（CA真弓）
- 時効警察（妊婦）
- 新マチベン（主婦）
- セイザーX（主婦）
- 関口堂書店（作者）

### 映画
- 海ほうずき 林海象監督

### VP
- 小学館（書店の妻）

### Vシネマ
- 阿倍野桔梗ミステリーファイル（エステサロンのママ）

### ナレーション
- ヨーロッパ空撮紀行
- 東京ビルヂング
- ナショナルジオグラフィックTV レスキュー!海難救助隊 第一話：嵐と炎（老婦人）
- キングコブラの秘密（ボランティア女）

### 舞台
- 「桃太郎の母」 劇団唐組公演・1993年新宿花園神社他
- 「裏切りの街」 劇団唐組公演・1995年新宿花園神社他
- 「ジャガーの眼」 劇団唐組公演・1995年新宿花園神社他
- 「海のロ笛」 劇団唐組公演・1997年新宿花園　他
- 「Stay－ずっとこのままー」 マルハンクラブプロデュース・新宿THEATER/TOPS
- 「My Blue heaven ？」 マルハンクラブプロデュース・新宿THEATER/TOPS
- 「レイディアンス」 楽天団プロデュース・麻布die pratze